# 多田村 (兵庫県)
多田村（ただむら）は、兵庫県川辺郡にあった村。現在の川西市の中部にあたる。

## 地理
- 山岳：愛宕山、大平山、舎羅林山
- 河川：猪名川

## 歴史
- 1889年（明治22年）4月1日 - 町村制の施行により、矢問村・東多田村・平野村・新田村・多田院村・芋生村・柳谷村・若宮村・赤松村・虫生村・石道村・満願寺村・西多田村の区域をもって発足。
- 1954年（昭和29年）8月1日 - 川西町・東谷村と合併して川西市が発足。同日多田村廃止。

## 交通

### 鉄道路線
- 能勢電気軌道（現・能勢電鉄）
  - 妙見線
    - 矢問駅（1953年廃駅） - 鼓滝駅 - 多田駅 - 平野駅